# 馬爾普拉凱戰役
馬爾普拉凱戰役發生於1709年9月11日，屬西班牙王位繼承戰爭，交戰雙方分別是維拉爾公爵率領的法軍與馬爾博羅公爵領導的大同盟軍。作為18世紀最血腥的戰役之一，聯軍以微弱優勢取勝，但承受重大傷亡，且法軍也還是能有秩序地撤走。 
1709年初時，法國政府看似在崩潰的邊緣，在聯軍的入侵威脅加上500年來最嚴酷的冬天侵襲下，法國國庫空虛、糧食短缺，而且法軍士氣還因1704年至1708年間的連敗屢屢下挫。這些因素讓聯軍過於自信，提出過多要求導致四月的和談破裂。維拉爾公爵收到的指示是避戰，但聯軍於九月初攻佔圖爾奈並向蒙斯推進後，路易十四便下令要他守住蒙斯。雖然兩軍於9月10日有所交火，但馬爾博羅公爵將主要攻勢推遲至隔日，給予維拉爾公爵鞏固防線的機會。
戰役於9月11日打響時，馬爾博羅公爵用上他的標準戰術，同時對兩翼發起步兵攻擊，迫使維拉爾公爵調動中路兵馬支援，隨後中路防線就被聯軍大規模騎兵衝鋒給撕裂。雖然這招在其他戰役中很成功，但法軍在馬爾普拉凱有較佳的領導、更堅固的陣地且具相當積極的態度，因此聯軍側翼的攻擊蒙受重大傷亡，特別是左翼的荷軍在不到三十分鐘內就折損了5,000人，整場戰役更是折損8,500人。雖然聯軍整體計畫還是奏效，但法軍騎兵確保他們的中路不會像以前那樣崩潰，而聯軍步兵也因傷亡過大無力追擊，讓法軍得以有條不紊地撤走。
此役聯軍損失超過22,000人，法軍則損失約12,000人，如此的傷亡數震驚了當代，並加劇了聯軍參謀團內部對於是否續戰的分歧。有說法認為馬爾普拉凱是法國的戰略性勝利，因為這場戰役拯救了法軍並避免法國本土遭受入侵，維拉爾公爵最終讓路易十四能在1713年的和談桌上，有著比1709年時要好很多的籌碼去談判。雖說此話有其道理，但仍未對當前戰略情勢改變有太大作用：蒙斯在短暫抵抗後投降，聯軍於1710年繼續推進。部分史學家認為此役最大的影響，乃讓經歷多年挫敗的法軍重拾軍事信心。

## 背景
1708年底至1709年初的嚴寒造成補給短缺，加上雙方在海牙進行和談，因而推遲了當年的戰事。雖然路易十四願意接受大多數的和談條件，但他無法接受提供部隊推翻其孫西王費利佩五世這項侮辱，因此雙方的和談於4月破裂。而對雙方來說，其戰略是由這些談判決定。法國政府當時已破產，而1709年的缺糧與欠餉導致圖爾奈、阿拉斯、聖奧梅爾、瓦朗謝訥及康布雷等地發生兵變。為了避免情形進一步惡化而侵蝕談判條件，路易十四下令維拉爾公爵要不計一切代價避戰。維拉爾公爵本來是極度積極的將軍，但此時他改在斯卡爾普河沿岸的聖韋南及杜埃間建立一系列防線。
由於確信法國正處崩潰邊緣，大同盟希望藉由突破法軍所謂的「專屬領域」要塞群防線，以尋求繼續施加法方的壓力。當法軍戰略只需取決路易十四的想法時，聯軍的部分則須經英、荷及奧三國政府的批准，且時常還需相互妥協。因馬爾博羅公爵認為維拉爾公爵據守的陣地過於堅固，難以正攻，加上荷蘭反對他期望的目標伊珀爾，於是他便同意將圖爾奈作為1709年的主要目標。
雖然持續不斷的豪雨造成進一步的延誤，但聯軍還是於6月15日開始圍攻。由7,700名守軍駐防的圖爾奈，屬法軍最強的要塞之一，直至9月3日才出降聯軍，後者在馬爾博羅公爵帶領下立即攻往蒙斯。由於假定圖爾奈能堅持到十月，法軍因此浪費了整個1709年的戰事季。同年秋天前不久，路易十四向維拉爾公爵下令「不計一切代價」要保衛蒙斯並「……拯救危在旦夕的法國。」聯軍主力於9月7日抵達城鎮東方，並等待來自圖爾奈的攻城炮之到來；同月9日，維拉爾公爵率隊拿下西南方的陣地，讓兩軍隔著馬爾普拉凱這個間隙對峙。

## 戰役過程

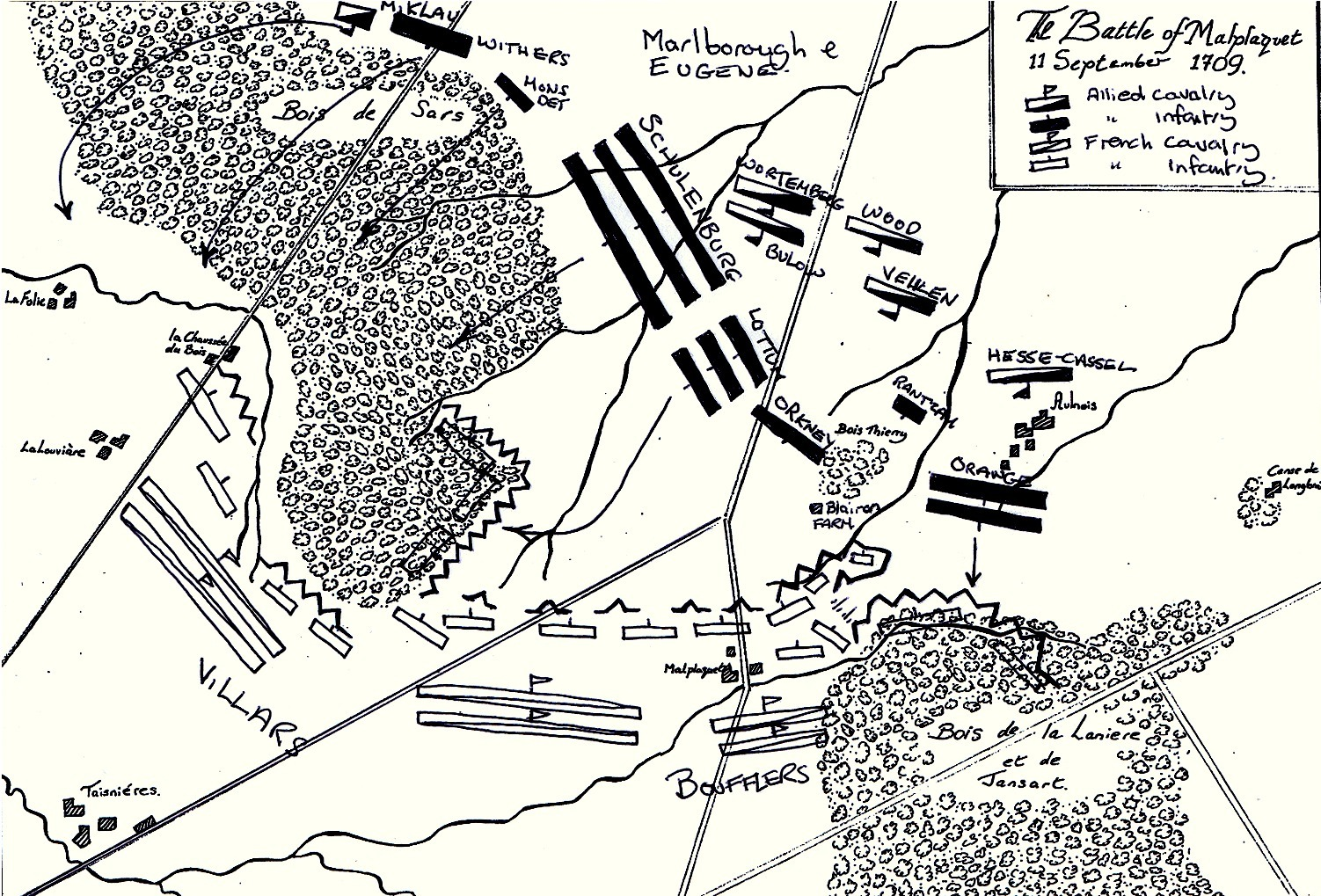
兩軍布陣：聯軍在右上，法軍在左下

馬爾博羅公爵與歐根親王知道維拉爾公爵收到的指示是為蒙斯而戰，因此他們試圖讓他主動出擊，以期能在野戰中取得決定性勝利。但維拉爾公爵經驗豐富不會犯此錯誤，他將整個9月10日投入到鞏固防禦陣地上。其麾下部隊在中路開闊土地上構築矢堡工事，很大程度上未受聯軍干擾，另外還向兩側樹林延伸額外的壕溝（參見地圖）。馬爾博羅公爵將攻勢推遲，直至亨利·威瑟斯率領的援軍從圖爾奈抵達，這項決定之後讓馬爾博羅公爵受到批評，一名分析家甚至評論道：「這場戰役要嘛10號開打，要嘛都不要打」。
聯軍的作戰計畫與先前在布倫海姆、拉米伊、奧德納德等勝仗時所用的相同，這些勝仗都是先從對法軍側翼做正面攻擊，迫使法軍調動中路部隊支援，接著聯軍騎兵再發動進攻突破中路防線。如此戰法雖讓先頭部隊傷亡慘重，但全軍的損失卻是低於所擊敗的敵軍。而馬爾普拉凱一役不同的是，法軍這次有更果斷的指揮官、精心準備的防禦陣地及更佳的部下表現。隨著戰事發展，受限的地形也讓馬爾博羅公爵無法快速從一翼調動部隊支援另一翼，此法他常用來破壞敵軍的均勢。
維拉爾公爵的部下約有75,000至80,000人及80門火砲，主要由法軍組成，亦有大量的巴伐利亞軍、瑞士僱傭兵及愛爾蘭旅。他親自指揮左翼，德·拉·克隆尼（De la Colonie）在中路，右翼則由67歲的布夫萊公爵率領。布夫萊公爵的位階雖高於維拉爾公爵，但他自願接受後者的指揮。步兵在炮兵的支援下據守一條連續的壕溝防線，騎兵則集結於後方。聯軍方面，約有86,000人與100門火砲投入戰場，右翼是歐根親王率領的30,000名德荷步兵，左翼則是與奧蘭治親王指揮的18,000名荷軍。中路部分則由具高度經驗的奧克尼伯爵指揮，共8,000人，多數為英軍，另外30,000名騎兵則部署在前者的正後方。

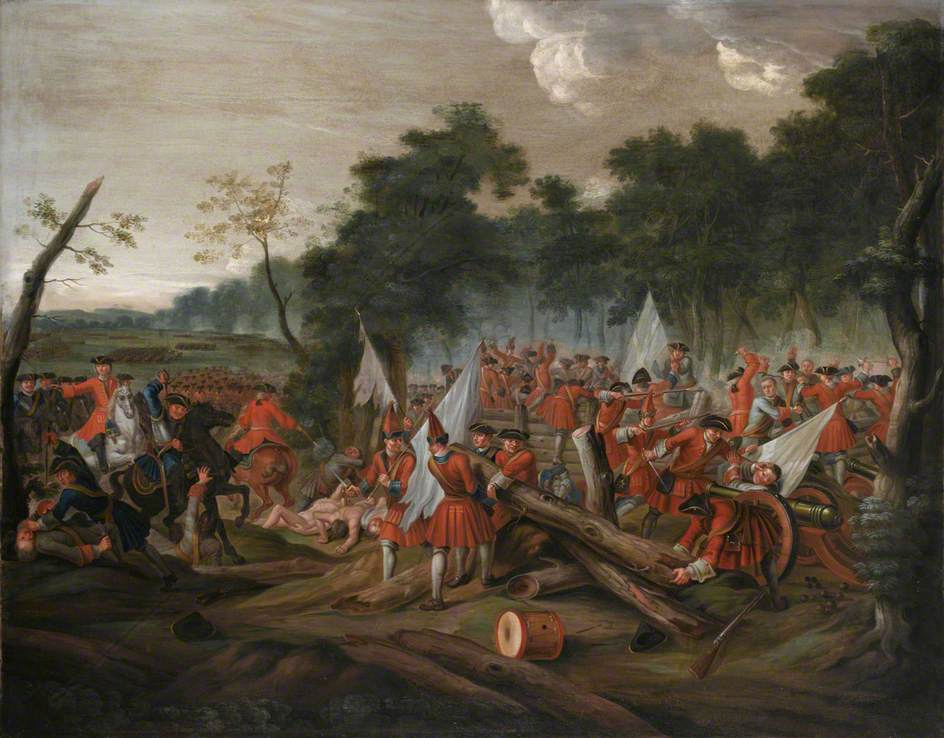
《馬爾普拉凱戰役》，路易·拉蓋爾繪

9月11日早上7點左右戰役打響，聯軍右翼在芬肯斯坦伯爵、洛特姆帝國伯爵及舒倫堡帝國伯爵的率領下，向位於薩斯樹林（Sars Wood）的法軍陣地進攻。經過三小時的肉搏戰，雙方都損失慘重，連歐根親王本人都受了頸傷，但他仍拒絕離開戰場。一小時後，左翼的荷軍開始發動進攻，接著就因近距離的毀滅性防禦砲火受阻，在短短不到三十分鐘內就蒙受5,000人傷亡，其中還包括許多高階軍官。他們以難以置信的毅力堅持下去，直到馬爾博羅公爵叫停奧蘭治親王為止，這時他們已經折損超過8,500人。有些英國評論家聲稱荷軍只應做「象徵性進攻（make a demonstration）」，而非全軍進擊，然而這不太可能是荷軍獨斷進行，而馬爾博羅公爵則應為此失敗負起全責。
另一方面，儘管歐根親王的部隊有所損失，其攻勢還是達成了戰略目標，即迫使維拉爾公爵從中路率隊支援左翼以阻其崩潰。威瑟斯及其下屬從圖爾奈的到來，本應與荷軍聯手作戰，但來的太遲被改派去薩斯樹林的法軍防線北方進行側翼行軍。雖然他們花費了超過兩小時才完成這項調動，那時戰鬥也已幾近結束，但他們的出現仍成為維拉爾公爵須考量的另一個因素。到了正午，他已從中路接管超過77個營，讓奧克尼伯爵得以在幾乎未受反對下超過陣地。下午ㄧ點左右，維拉爾被鳥銃擊中膝蓋身負重傷，將全軍指揮權移交給布夫萊公爵，皮塞居爾侯爵則接管左翼部隊。
奧克尼伯爵發起的推進讓聯軍騎兵能越過攻占的防禦工事，並在另一側集結，接著他們就在那遭到法軍騎兵（包含法王近衛隊在內）的攻擊。在布夫萊公爵的親自率領下，法軍將聯軍擊退，但隨後又因奧克尼公爵麾下的步兵以強大火力反擊而受阻。法軍左翼最終在威瑟斯與舒倫堡帝國伯爵兩部的壓力下接近崩潰，皮塞居爾侯爵率隊撤退，而聯軍騎兵再次發起推進。下午三點，布夫萊公爵下令全軍總撤退，而聯軍步兵也因疲憊不堪加上傷亡慘重無力追擊。聯軍總傷亡人數約在20,000－22,500人左右，其中荷軍不成比例地承擔了其中的8,462人； ；法軍傷亡則落在11,000至12,000人，另有500人被俘。

## 後續發展

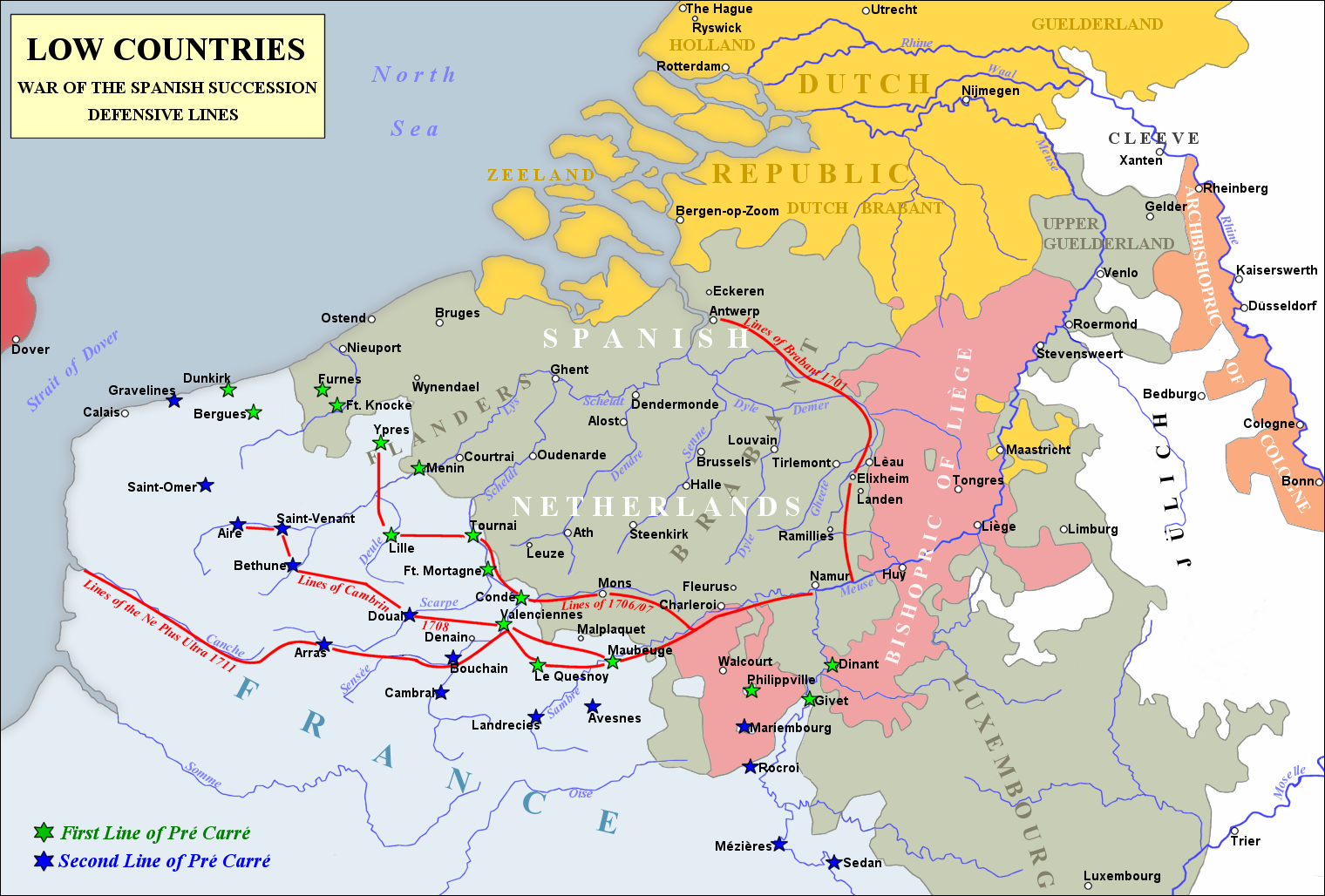
北法邊境的「專屬領域（Pré carré）」防線，由被稱為「鐵環（Ceinture de fer，以紅星與綠星表示）」的一連串要塞組成。到了1710年底時，這條防線已被嚴重破壞

雖然此役傷亡人數震驚許多人，但當代人普遍認為馬爾普拉凱是聯軍的勝利，因為他們保有對戰場的控制權，並於10月21日逼降蒙斯。 維拉爾公爵因傷癱瘓，因此由布夫萊公爵向路易十四彙報這場戰役：「……這場不幸迫使我宣布我們又輸掉一役，但我可向陛下您保證，不幸從未向此這樣伴隨更大的榮耀」。維拉爾公爵後來也不約而同寫道：「如果上帝再次賜予我們輸掉這樣戰役的恩典，陛下可指望您所有的敵人都將摧毀」。
事後來看，馬爾普拉凱一役可被看做是法國戰略性勝利，因為維拉爾公爵保存了部隊的有生力量，又讓法國免受入侵，使得路易十四能在1713年談到比1709年時還要好的媾和條款。此役肯定凸顯出聯軍對戰爭目標的分歧與成本的考量，但這些問題早在馬爾普拉凱戰役前就已存在。馬爾博羅公爵在1709年戰事前，就是眾多認為輝格黨對於「沒有西班牙就沒有和平」的要求太過分的人物之一。在這方面來看，與西班牙在阿利坎特和拉古迪尼亞兩役戰勝英軍相比，馬爾普拉凱一役就對英國政府政策的影響較小。
戰爭開打時，法國陸軍被認為是全歐最強，但此聲譽因1704年至1708年間一連串挫敗而粉碎。法國史學家安德烈·科維西耶（André Corvisier）認為，馬爾普拉凱一役的重要性在於造成的心理作用。儘管這是一場小敗，也未能對當時的戰略情勢有多大的改變，但此役被視為比1712年的德南之勝還更加重要。安德烈認為對18世紀的作者們來說，此役的勝利標誌法軍重拾信心的轉捩點；而對1870年普法戰爭後的作家來說，此役證明他們能從毀滅性失敗中恢復過來。
在1710年恢復和談前，馬爾博羅公爵寫給聯軍談判者的信中提到「感謝我們的勝利……，你有可能得到想要的和平」。由於法國國庫依然空虛、農作物歉收再加上又一個嚴冬所導致造成大規模飢荒，馬爾普拉凱之勝似乎並未改善路易十四的談判地位。1710年春天，聯軍重啟進攻幾未受抵抗。同年9月，聯軍突破第二條「方草甸」防線，攻佔杜埃、貝蒂訥、艾爾、聖韋南等地。補給短缺加上麾下各團都減員至帳面上的一半不到，維拉爾公爵無法再派出法軍最後的主力野戰軍去進行另一場戰鬥。

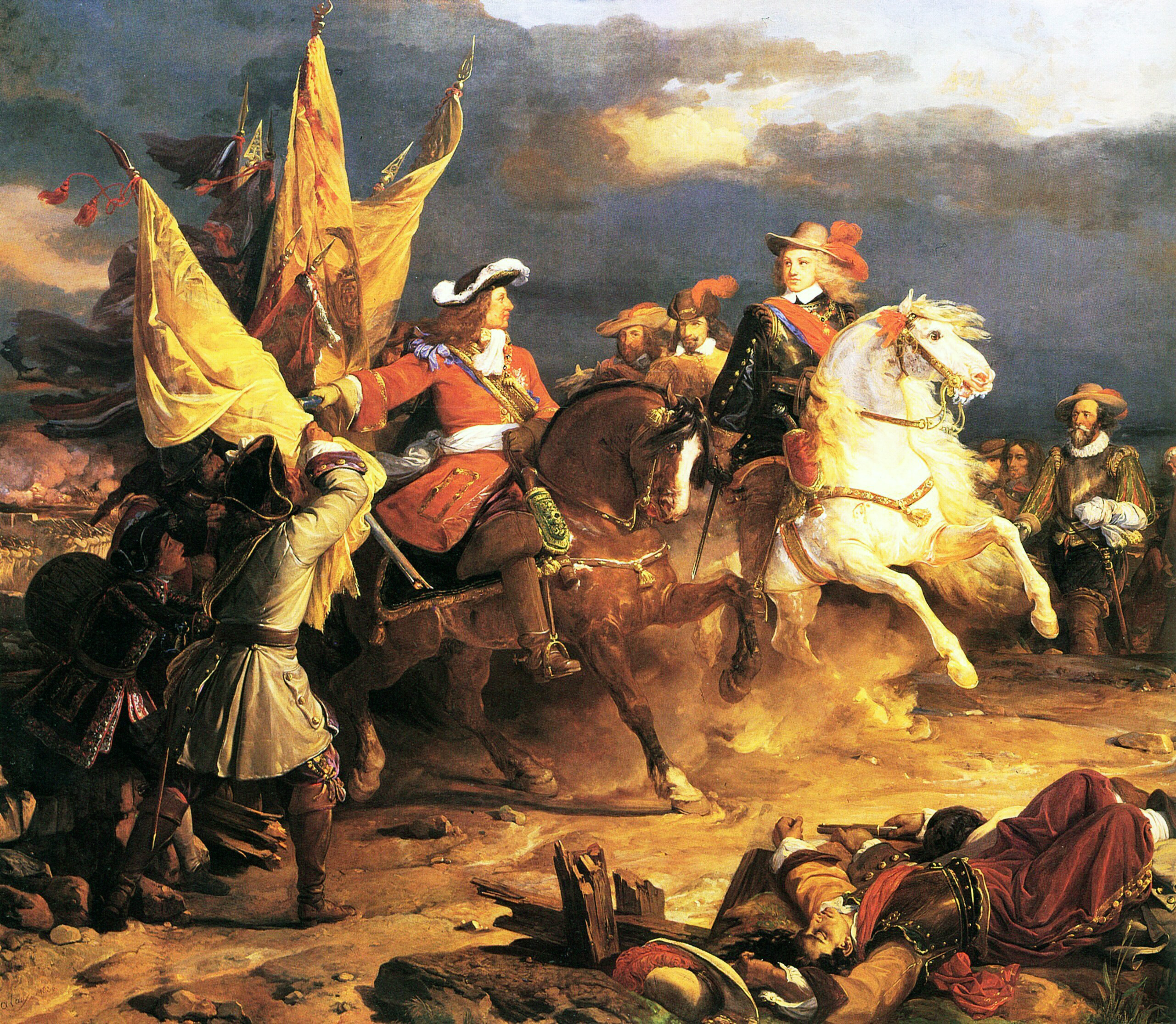
1710年12月，法軍於比利亞維西奧薩得勝，象徵聯軍在西班牙的企圖破滅，並加速了雙方和談進程

馬爾普拉凱戰役的直接影響是政治方面而非軍事方面，當雙方於1710年3月在海特勒伊登貝赫重啟和談時，很明顯英國的情緒態度有所轉變。馬爾博羅公爵的國內政敵用重大傷亡攻擊他，聲稱他們可以避免這些，而安妮女王這次也未向他前幾次取勝那樣祝賀他。英國國內不願繼續為收效甚微的利益而戰的情緒，讓托利黨贏得1710年10月的英國大選，雖然他們還是確認對戰爭的承諾以避免信貸危機。 儘管聯軍在法軍有所進展，但英國反對續戰的情緒又因1710年12月布里韋加及比利亞維西奧薩兩場敗仗有所增強，這兩場戰役的結果確立了費利佩五世西王的地位。
1711年4月，神聖羅馬帝國皇帝約瑟夫一世逝世，哈布斯堡家族的西王競爭者查理大公接替其兄繼位，於是此時這場戰爭看起來毫無異議，因為要西班牙與奧地利聯合和與法國聯合一樣不受歡迎。1711年9月聯軍攻占布尚打開攻向巴黎之路時，英國卻瞞著盟友私下與法國進行和談，並於1711年10月8日簽署倫敦的初步條款。1711年底，馬爾博羅公爵的指揮官一職被托利黨人奧蒙德公爵取代，且就英國政府對戰爭接近尾聲的考量，他的任務主要在避免英軍發起任何進一步的攻勢。
戰役期間，瑞士僱傭兵曾為雙方而戰，其中六個營（含兩個瑞士衛隊）與法軍並肩作戰，另外六個營則為荷軍效力。有個兩個營是由來伯恩的梅家族成員指揮，一是為荷軍效力的加百列營（Gabriel），另一個則是協助法軍的漢斯·魯道夫營（Hans Rudolf）。由於瑞士估傭兵傷亡超過8,000人，這場戰役在邦聯議事會內引起極大爭議。馬爾普拉凱戰役是1808年拜倫戰役前，瑞士僱傭兵最後一場直接參與的作戰行動。
多年後寫成的《和藹可親的叛徒：彼得·德雷克回憶錄（1671年－1753年）》一書中，給出了此役的第一手資訊。作為曾服役於多個歐陸各國陸軍的愛爾蘭人，德雷克曾於馬爾普拉凱一役中與法王近衛隊（Maison du Roi）作戰，也曾在多次負傷後被俘。另一位著名的愛爾蘭流亡分子費利姆·歐尼爾，也是愛爾蘭旅此役的陣亡者中之一。

## 註解
1. ↑  英軍傷亡數即便扣除服役於荷軍蘇格蘭旅（英语：Scots Brigade）者，仍有1,800人[20]
2. ↑  "...misfortune compels me to announce the loss of another battle, but I can assure your Majesty that misfortune has never been accompanied by greater glory"
3. ↑  "Si Dieu nous fait la grâce de perdre encore une pareille bataille, Votre Majesté peut compter que tous ses ennemis seront détruits"
4. ↑  1709年，英國議會批准640萬英鎊的財政開支，比1706年的500萬還要多。而到了1710年底，這個數字更是倍增到1,290萬英鎊。[27]
5. ↑  各黨派在外交政策上的分歧起源可追朔到1690年代：輝格黨認為大陸戰略乃必要，而托利黨則偏好運用皇家海軍攻擊外國貿易船隊，因為他們認為對歐陸各國的承諾，其過於昂貴且得利者大多是他國。[38]
6. ↑  Amiable Renegade: The Memoirs of Peter Drake (1671–1753)

## 註腳
1. 1 2  Lynn 1999，第332頁.
2. 1 2  Lynn 1999，第331頁.
3. 1 2 3  Lynn 1999，第334頁.
4. 1 2 3  Holmes 2008，第433頁.
5. 1 2  Corvisier 1997，第1頁.
6. 1 2  Clodfelter 2017，第72頁.
7. ↑  Holmes 2008，第412頁.
8. ↑  Lynn 1999，第328頁.
9. ↑  Lynn 1999，第330頁.
10. ↑  Holmes 2008，第417-418頁.
11. ↑  Holmes 2008，第422頁.
12. ↑  Holmes 2008，第423頁.
13. ↑  Burton 1968，第134-135頁.
14. ↑  Bergin 2001，第138-139頁.
15. ↑  Burton 1968，第135頁.
16. ↑  Holmes 2008，第426頁.
17. ↑  Chandler 1996，第294頁.
18. ↑  Chandler 1996，第261頁.
19. ↑  Holmes 2008，第431頁.
20. ↑  MacDowall 2020，第84頁.
21. ↑  Lynn 1999，第334-335頁.
22. ↑  Delbrück 1985，第325頁.
23. ↑  Holmes 2008，第434頁.
24. ↑  Anquetil 1819，第241頁.
25. ↑  MacDowall 2020，第89頁.
26. ↑  Parrott 2001，第125頁.
27. ↑  Hattendorf 1978，第304頁.
28. ↑  Bergin 2001，第125–126, 140頁.
29. ↑  Gregg 1980，第289頁.
30. ↑  MacDowall 2020，第23頁.
31. ↑  Corvisier 1997，第2-4頁.
32. ↑  Lynn 1999，第336頁.
33. ↑  Lynn 1999，第337頁.
34. ↑  Lynn 1999，第338頁.
35. ↑  Holmes 2008，第435頁.
36. ↑  Somerset 2012，第386-387頁.
37. ↑  Simms 2008，第60–64頁.
38. ↑  Shinsuke 2013，第37–40頁.
39. ↑  Kamen 2001，第101頁.
40. ↑  Somerset 2012，第445頁.
41. ↑  Bromley 1979，第459–460頁.
42. ↑  Somerset 2012，第471頁.
43. ↑  Z'Graggen 2018，第51頁.
44. ↑  Braun 2009
45. ↑  Drake 1960，第163–170頁.
46. ↑  Holmes 2008，第432頁.
47. ↑  Instituto Português de Heráldica 2006，第391頁.

## 外部連結
维基共享资源上的相關多媒體資源：馬爾普拉凱戰役